# محمد بن نصير
أبو شعيب محمّد بن نصير العبدي البكريّ النميّري كان من أصحاب الإمامين علي الهادي والحسن العسكري. يعتقد العلويون أنّه الباب الشرعي للعسكري والمؤتمن على أسراره، وهو ما لا يركن إليه غالبية الشيعة، وسميت الجماعة التي التفت حوله بـالنصيرية.

## النصيرية
تعود التسمية بكلمة نصيري إلى محمد بن نصير البكري النميري الذي كان من معاصري الإمام الحسن العسكري. تعتقد النصيرية بأن أبي شعيب (لقبه الإمام الحسن العسكري بأبي شعيب) هو الباب الشرعي للإمام الحسن العسكري ولكن الشيعة المقصرة أو الجعفرية يرفضون ما يقوله الشيعة النصيرية ببابية السيد أبي شعيب بل يعتبرون أن سفير الإمام كان أبو جعفر السمان وهو المسؤول المالي لدى الإمام العسكري لذلك انتقد الشيعة النصيرية الشيعة الجعفرية بعدم تمييزهم بين المرجع العلمي والديني أي الباب الشرعي وهو السيد أبي شعيب محمد بن نصير وبين القائم بالإعمال المالية وهو أبو جعفر العمري البغدادي السمان.

## ذكره في الكتب
ذكره ابن ابي الحديد في كتابه شرح نهج البلاغة فقال عنه: " محمد بن نصير من أصحاب الحسن بن علي بن محمد ابن الرضا، فلما مات ادعى وكالة لابن الحسن الذي تقول الإمامية بإمامته، ففضحه الله تعالى بما أظهره من الالحاد والغلو والقول بتناسخ الأرواح، ثم ادعى أنه رسول الله ونبي من قبل الله تعالى، وأنه أرسله علي بن محمد بن الرضا، وجحد إمامة الحسن العسكري وإمامة ابنه، وادعى بعد ذلك الربوبية، وقال بإباحة، المحارم"
وذكره النوبختي في كتابه فرق الشيعة حيث يقول فيه: " وقد شذّت فرقة من القائلين بإمامة «علي بن محمد» في حياته فقالت بنبوة رجل يقال له «محمد بن نصير النميري» وكان يدّعي بأنه نبي بعثه أبو الحسن العسكري وكان يقول بالتناسخ والغلو في أبي الحسن ويقول فيه بالربوبيّة ويقول بالاباحة للمحارم ويحلّل نكاح الرجال بعضهم بعضاً في أدبارهم ويزعم أن ذلك من التواضع والتذلل وأنه احد الشهوات والطيبات وأن الله عز وجل لم يحرم شيئاً من ذلك"